# Murray
Murray je najveća rijeka u Australiji koja utječe u Indijski ocean duga 2 530 km.
Izvire na obroncima Australskih Alpi na istoku zemlje odakle teče na zapad sve do Velikog australskog zaljeva gdje utječe u Indijski ocean. 
Površina porječja iznosi oko 1 061 469 km², a obuhvaća veći dio jugoistočne Australije, države Novi Južni Wales, Victoria i Južna Australija.  
Iskorištava se uglavnom za natapanje poljoprivredno najznačajnije regije Australije i proizvodnju električne energije, a za kišnoga doba (ljeti) plovna je za manje brodove do Yarrawonge. Glavni su pritoci Darling i Murrumbidgee.